# آبلیو
آبلیو (انگلیسی: Abellio) شرکت ترابری هلندی است، که در سال ۲۰۰۱ تأسیس شد.